# St. Antonius (Oberkotzau)

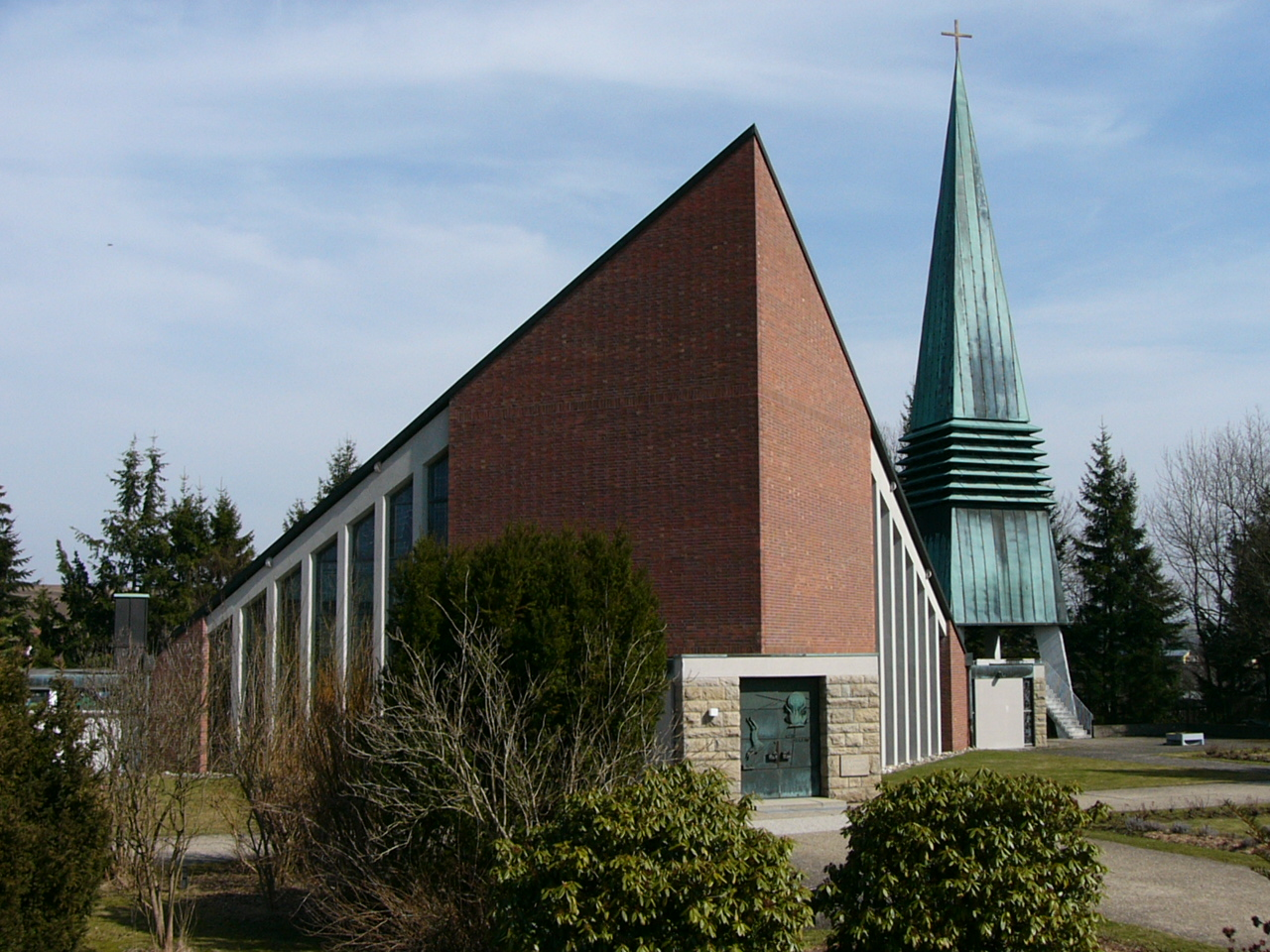
Ansicht der Kirche

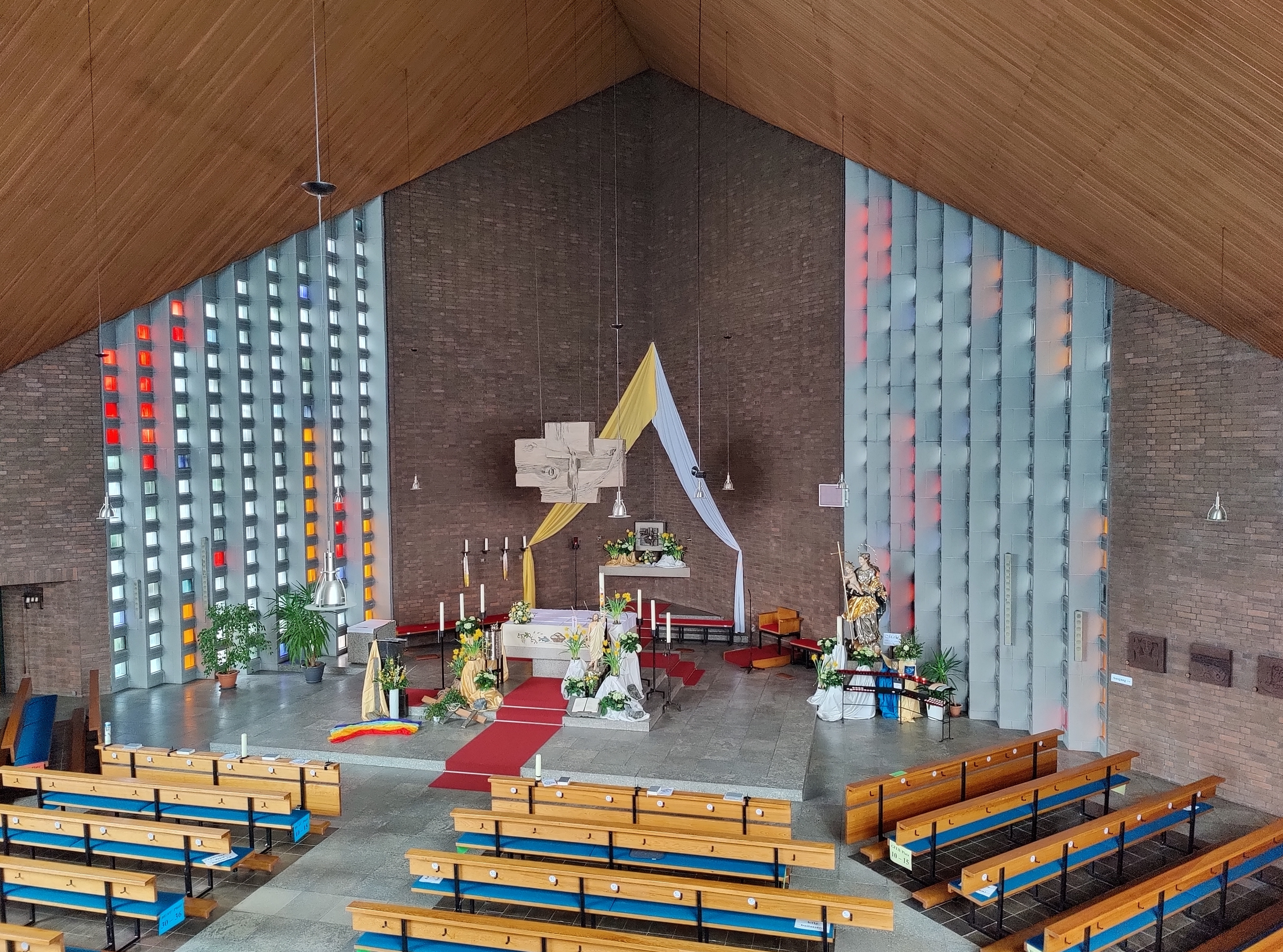
Innenraum (2022)

Die St.-Antonius-Kirche ist die dem heiligen Antonius geweihte katholische Kirche in Oberkotzau in Bayern. Sie gehört zum Dekanat Hof und zum Seelsorgebereich Hofer Land.

## Geschichte
Die zentral gelegene Jakobuskirche ist die älteste Kirche von Oberkotzau. Sie wurde unter dem Einfluss der Landes- und Patronatsherren von Kotzau innerhalb des Markgraftums Brandenburg-Kulmbach im Zuge der Reformation frühzeitig evangelisch.
Mit der Industrialisierung und dem Eisenbahnbau siedelten sich katholische Arbeiter hauptsächlich aus Böhmen und Sachsen im Ort an. Für die wachsende Gemeinde wurde 1908 das Pfarrhaus mit Betsaal eingeweiht. Einer der Förderer war Prinz Friedrich von Schönburg-Waldenburg aus Schwarzenbach an der Saale. 1965 wurde mit dem Bau der Antonius-Kirche begonnen, die Einweihung erfolgte 1967. In St. Antonius Oberkotzau befindet sich eine Niederlassung der Eucharistinerinnen.

## Orgel

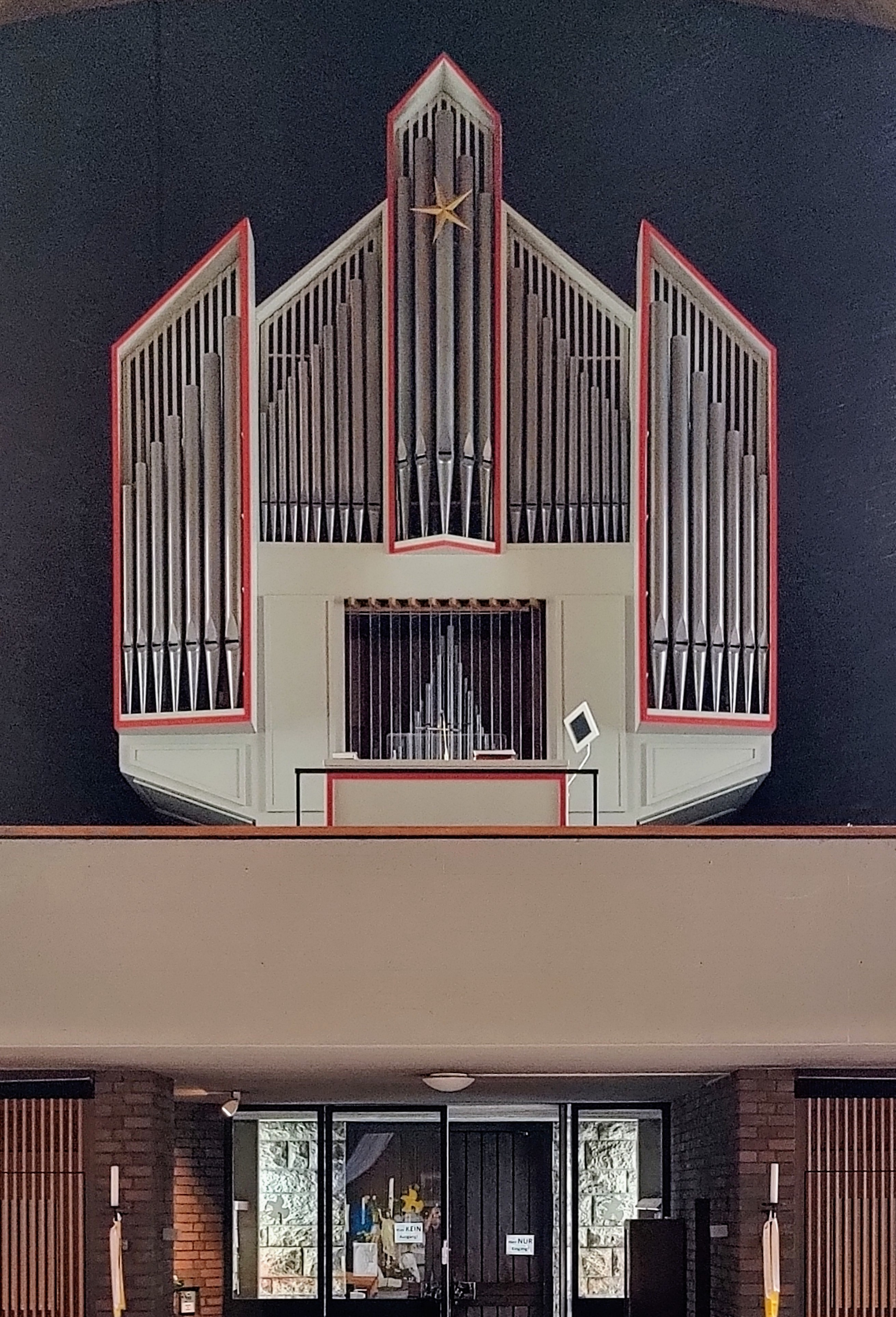
Orgel, renoviert von Orgelbau Hörl

Die Orgel der Antoniuskirche befindet sich auf einer Empore über dem Haupteingang. Sie stammt aus der Orgelbauwerkstatt von Erich Bauer (Oberaspach) und wurde 1974 erbaut.
Das Instrument hat 20 Register, verteilt auf zwei Manuale und Pedal. Es wurde im Jahr 2016 durch die Orgelbaufirma Hörl grundlegend renoviert, wobei der Orgelprospekt eine weiße Farbgebung erhielt. Die nicht mehr gängigen Holz-Schwellklappen ersetzte Hörl durch transparente Plexiglasklappen.
Die Disposition lautet wie folgt:
| I Hauptwerk C–g3 |       |
| Prinzipal        | 8′    |
| Spitzflöte       | 8′    |
| Oktave           | 4′    |
| Nasard           | 2 ⁄3′ |
| Waldflöte        | 2′    |
| Mixtur IV-VI     | 1 ⁄3′ |
| Trompete         | 8′    |

| II Schwellwerk C–g3 |       |
| Holzgedackt         | 8′    |
| Quintatön           | 8′    |
| Rohrflöte           | 4′    |
| Prinzipal           | 2′    |
| Sesquialtera II     | 2 ⁄3′ |
| Scharff IV          | 1′    |
| Dulcian             | 8′    |
| Tremulant           |       |

| Pedalwerk C–f1 |       |
| Subbass        | 16′   |
| Oktavbass      | 8′    |
| Gemshorn       | 8′    |
| Choralbass     | 4′    |
| Rauchpfeife II | 2 ⁄3′ |
| Fagott         | 16′   |

- Zimbelstern
- Koppeln: II/I, I/P, II/P
- Spielhilfen: Registerwalze, 3 freie Kombinationen

## Bildergalerie

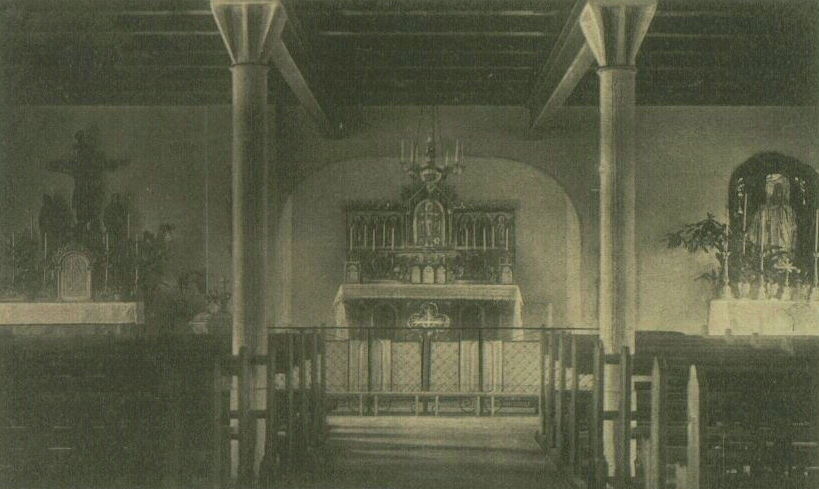
Betsaal um 1910
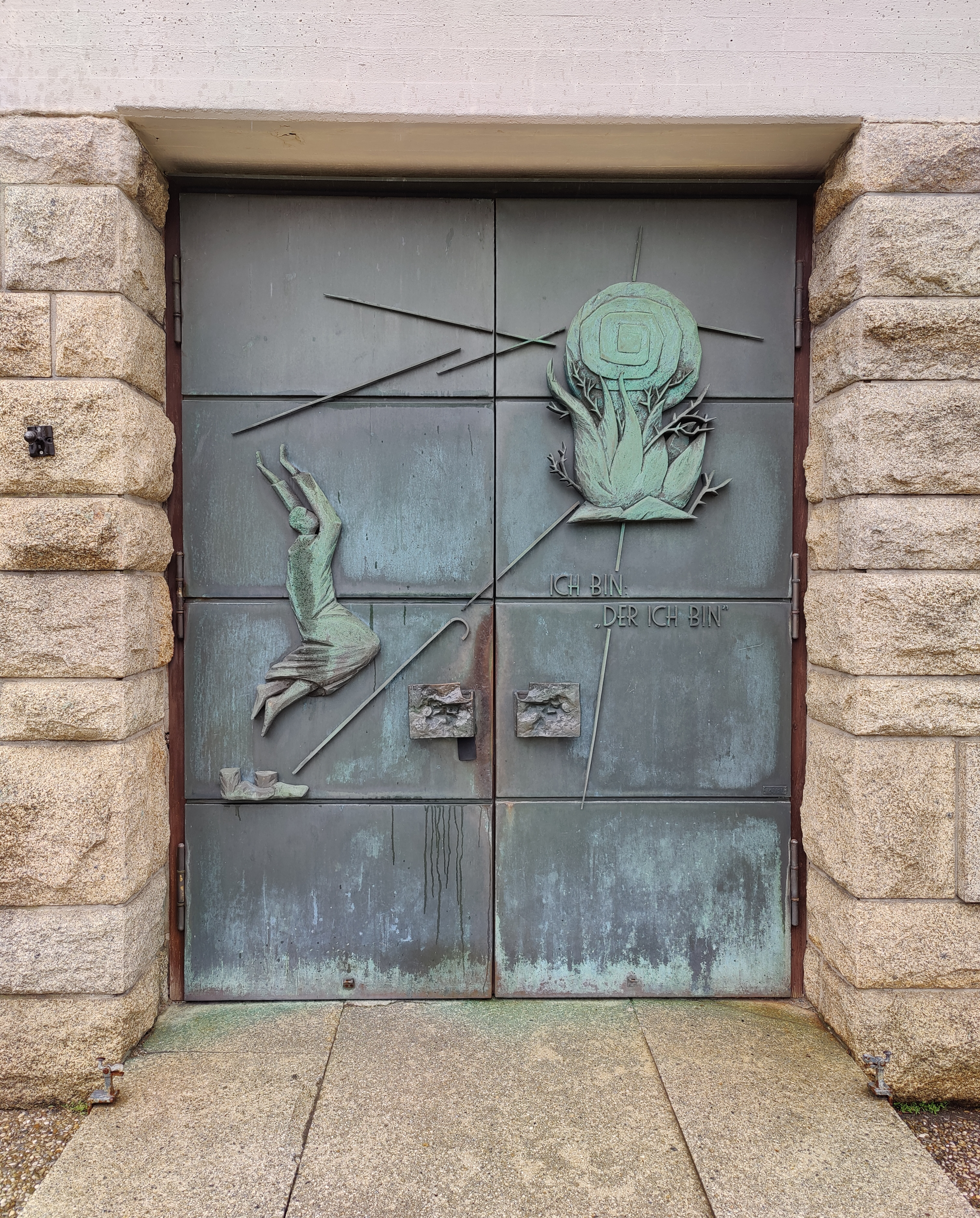
Portal
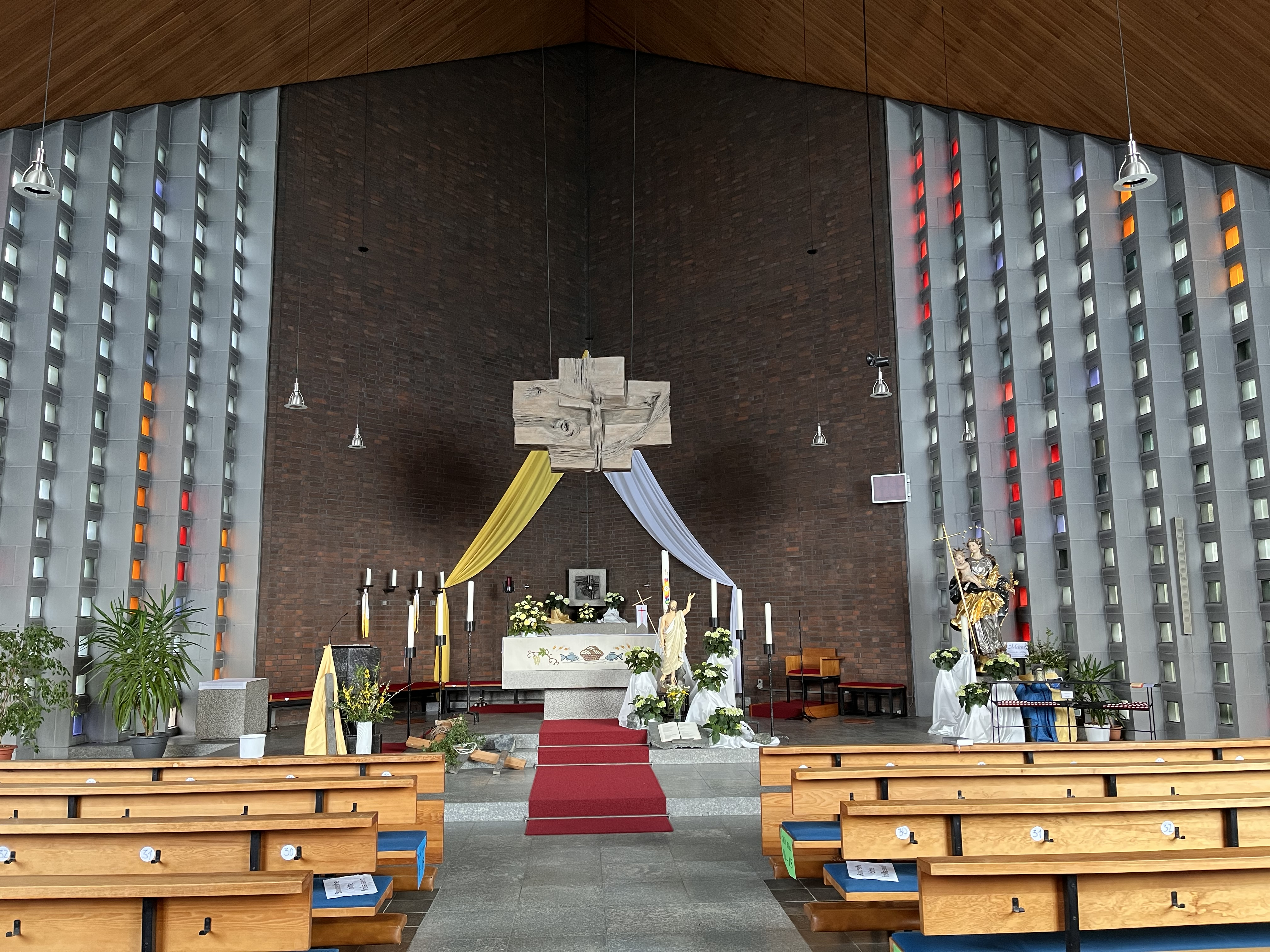
Blick zum Altar
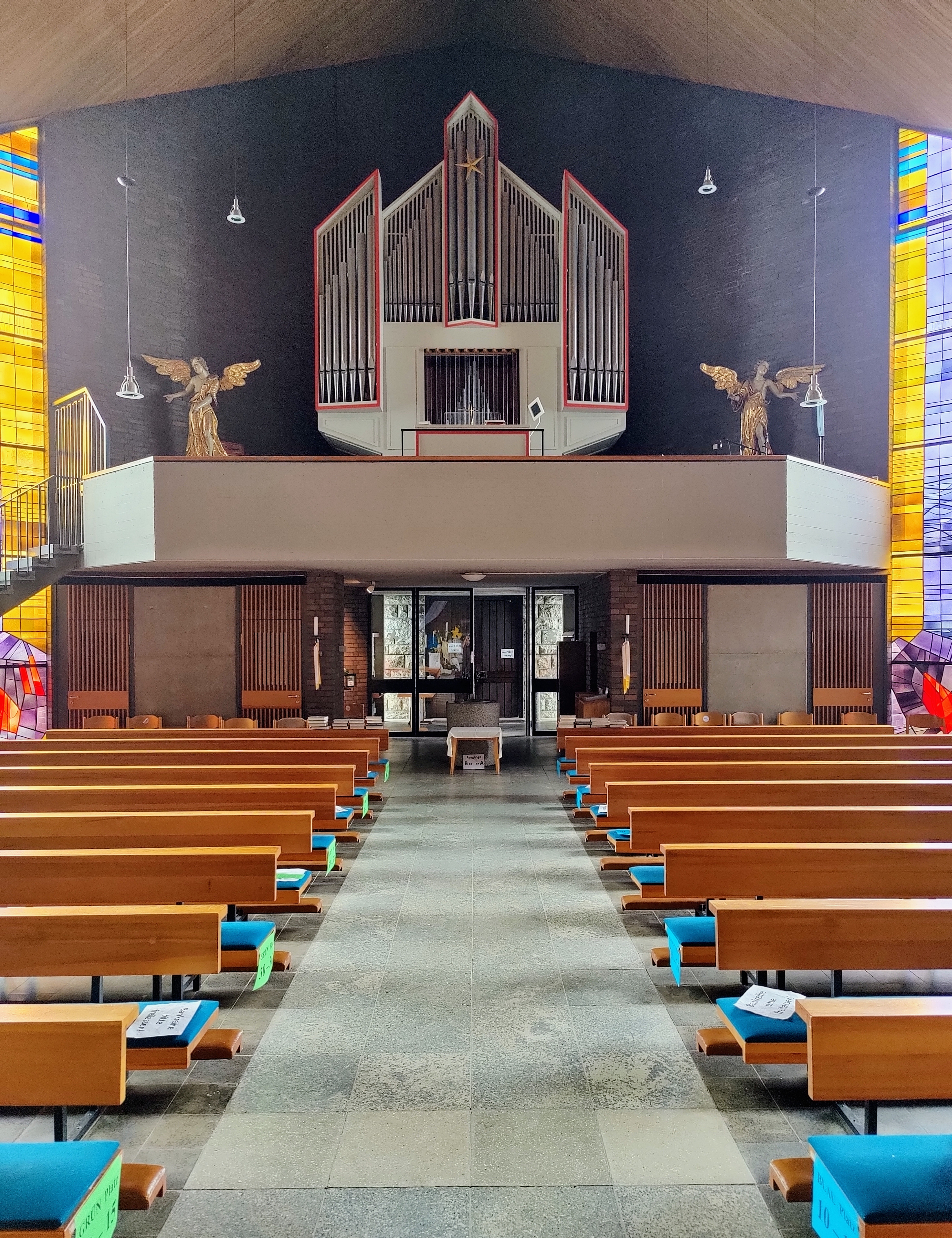
Blick ins Kirchenschiff
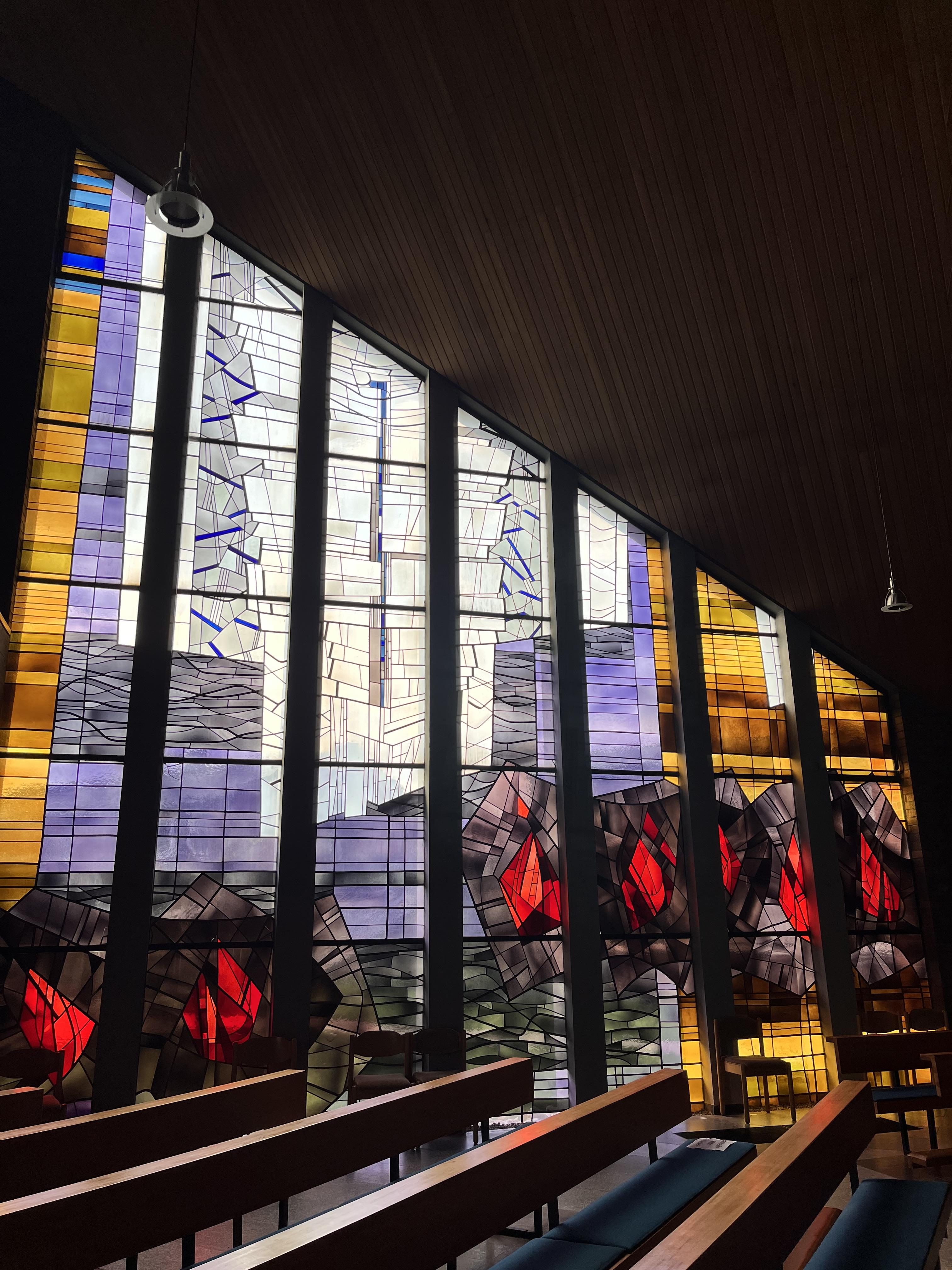
Buntglasfenster